# UNITER 1995-1996
Ediția a V-a a Premiilor UNITER a avut loc în 1996 la Teatrul Național din București.

## Nominalizări și câștigători

### Premiul pentru teatru de televiziune
- Șarpele - film de televiziune regizat de Viorel Sergovici după nuvela omonimă a lui Mircea Eliade

### Cea mai bună piesă românească a anului 1995
- Repetabila scenă a balconului de Dumitru Solomon – reprezentată la Teatrul Dramatic Brașov și la TVR[1]